# Opalizacja

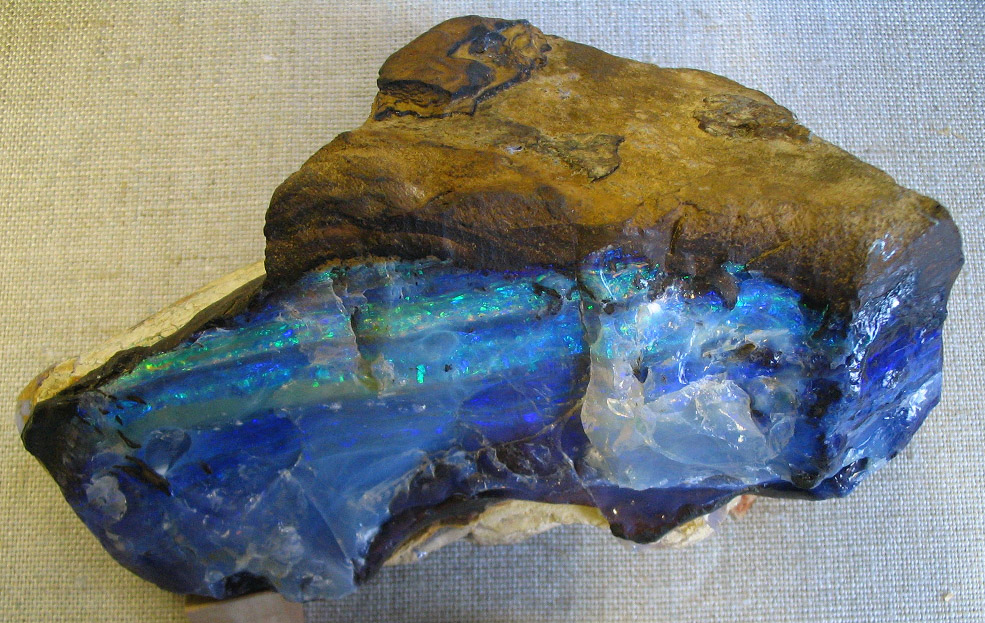
zjawisko opalizacji widoczne na kawałku opalu

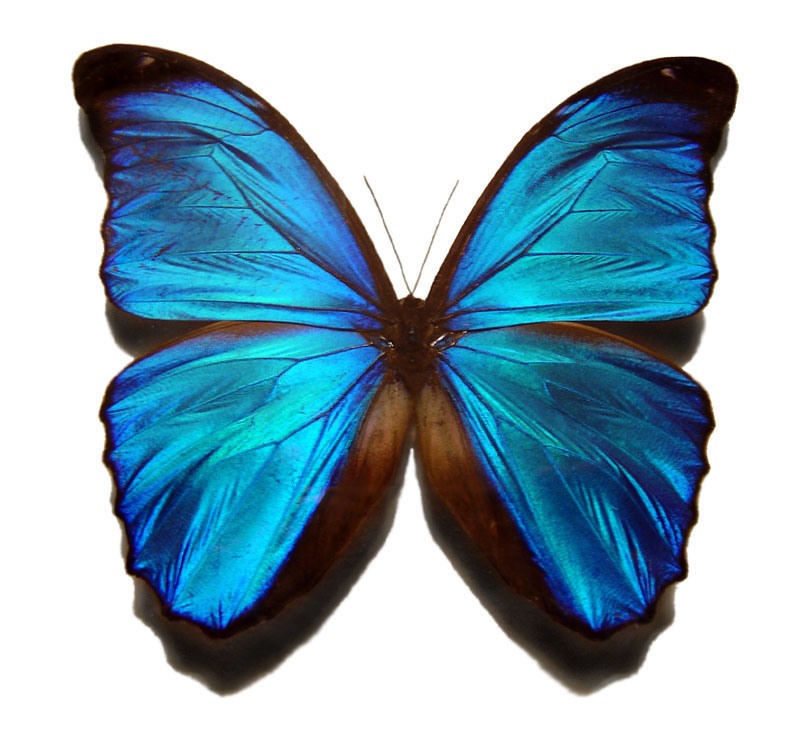
Opalizacja na skrzydłach motyla z gatunku Morpho menelaus.

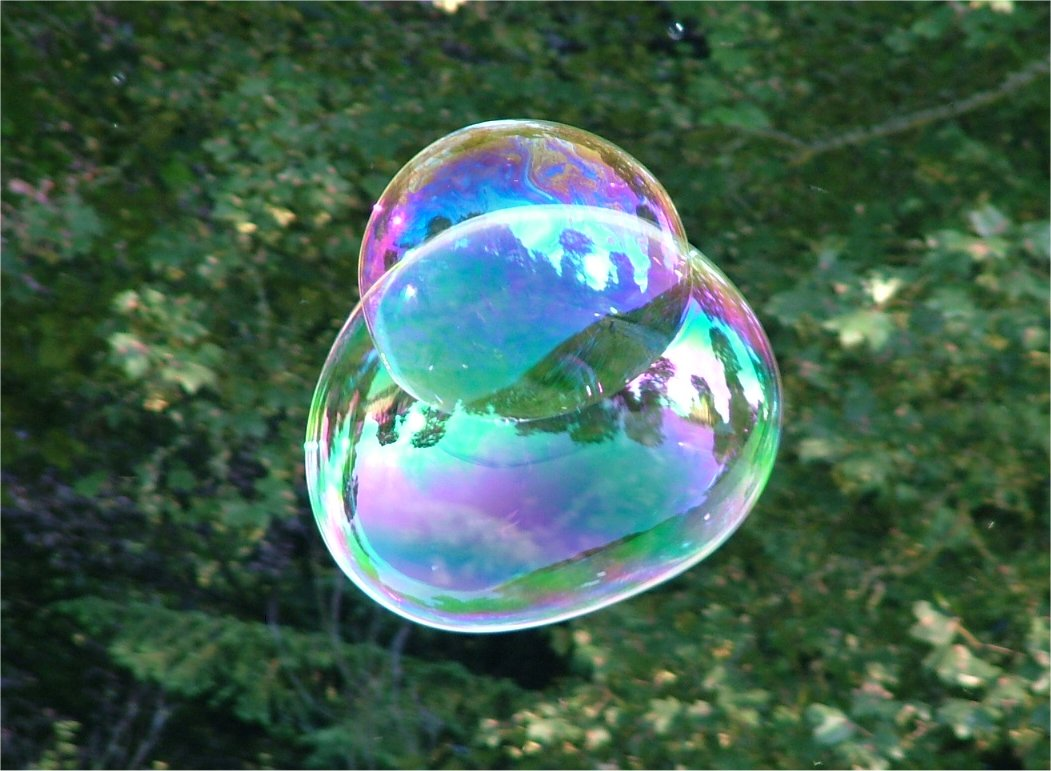
Opalizacja baniek mydlanych.

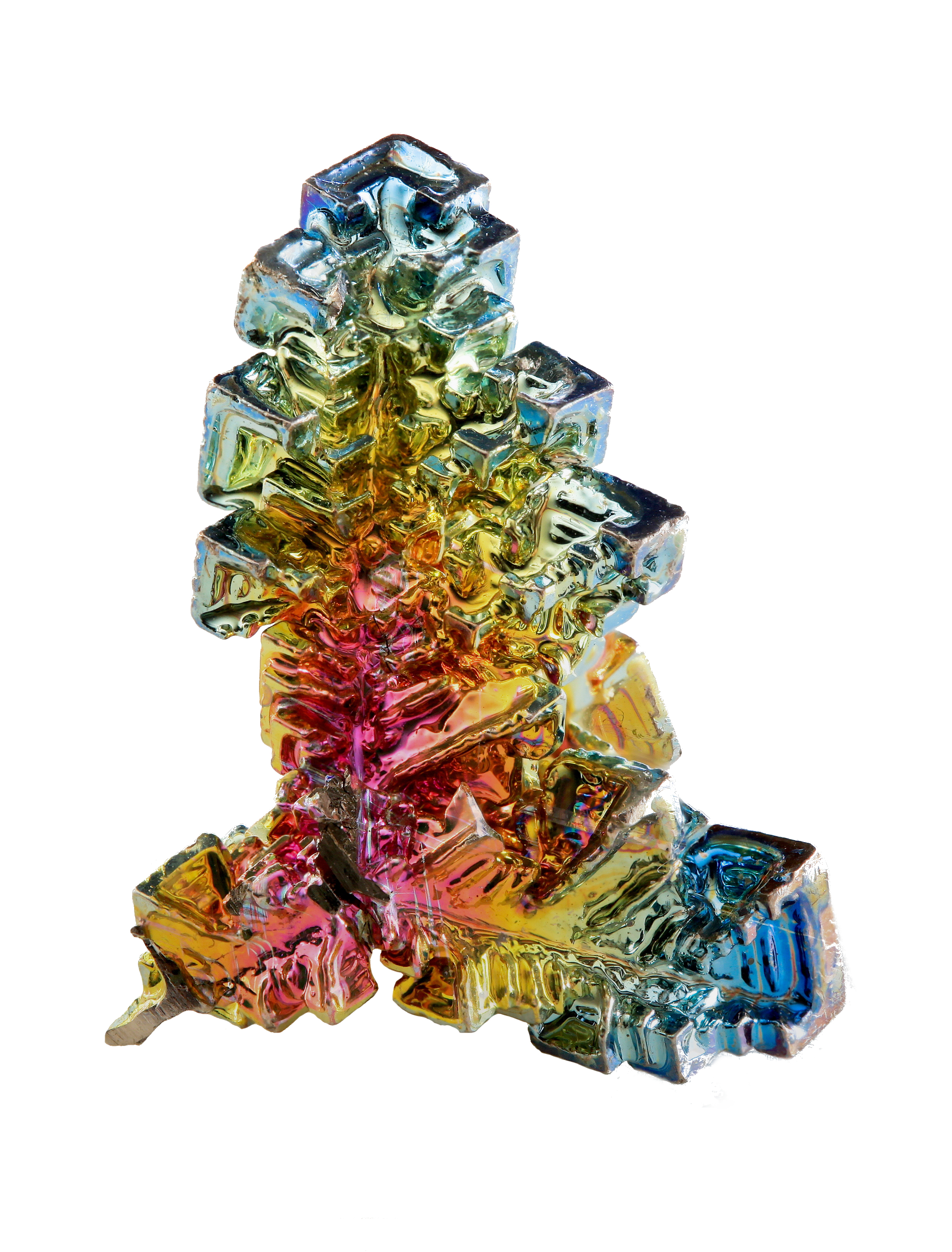
opalizacja syntetycznego kryształu bizmutu o dużej czystości spowodowana obecnością cienkiej warstwy tlenku na powierzchni metalu

Opalizacja – efekt optyczny występujący m.in. w opalach i charakteryzujący się grą barw w postaci kolorowych wzorów plam, które zmieniają się w zależności od kąta obserwacji.
Zjawisko to spowodowane jest wielokrotnym odbiciem światła od gęsto ułożonych warstw lub kuleczek występujących w częściowo przeźroczystym materiale. Na tych niejednorodnościach światło ulega dyfrakcji i interferencji światła białego. Aby efekt ten nastąpił niezbędna jest rodzina równoległych płaszczyzn i gęste ułożenie elementów płaszczyzny odbłysku.
W opalu przyczyną są drobne kuleczki krystobalitu, wrośnięte w masę żelu krzemionkowego. Średnica tych kuleczek wynosi około jednej dziesięciotysięcznej milimetra. Niekiedy efekt ten wywołują drobne, nieregularnie rozmieszczone ciekłe lub gazowe inkluzje.
Charakter i natężenie gry barw zależy od rodzaju uporządkowania i wielkości centrów krystalicznych w minerale. Szczególnie intensywne zjawiska tego typu są określane mianem „ognia”.
Ze względu na charakterystyczną budowę takich ośrodków efekt opalizacji umożliwia nieomal nieograniczoną możliwość kombinacji, w jakich wiązki są załamywane.
Efekt opalizacji charakteryzuje się nie tylko wyjątkowo dużym bogactwem barw, lecz wielką różnorodnością kształtów (rysunków wzorów). Liczba możliwych kombinacji tych dwóch elementów jest praktycznie rzecz biorąc nieograniczona. Stwarza to duże trudności przy próbach klasyfikacji i dostosowania odpowiedniej terminologii.

## Ze względu na kształt (rysunek wzoru) efektu opalizacji wyróżnia się następujące jego typy
- Arlekinowy (mozaikowy) – przedstawia wielokątne, wyraźnie zarysowane, mozaikopodobne i wielobarwne wzory o zbliżonej powierzchni, zarysie i kształcie, ostrych lub zaokrąglonych narożach, w obrębie których zachodzi zjawisko gry barw.
Ten typ ma wiele odmian: *Bandera (abandera), *Flaga (flag), *Gwiazda (asteria), *Heksagonalny (hexagonal), *Kamień brukowy (flagstone), *Koniczyna (cloverleai), *Kwadrat (square), *Kratka (floral), *Paleta (palette), *Pasiasty (ribbon), *Rybia łuska (fishscale).

- Iskrowy (pinfire) – efekt opalizacji charakteryzujący się bardzo drobnymi, prawie punktowymi obszarami gry barw.
 Odmiany; *Drzewo lub paproć (tree of fern), *Gwiaździsty błysk (starflash), *Mech (moss), *Migotliwy (twinkle).

- Płomieniowy (flame) – efekt opalizacji widoczny w postaci wydłużonych czerwonawych pasm przebiegających równolegle do krótszej osi owalnych kaboszonów i przypominający języki ognia. Zmiana położenia kamienia nie wywołuje zmian kształtu i odcieni barw.

- Błysk lub wędrujący błysk (flash or rolling flash) – efekt opalizacji zbliżony do typu płomieniowego z tą różnicą, że obserwowane efekty gry barw zmieniają swój kształt lub całkowicie zanikają przy obrocie kamienia.
Najważniejsze odmiany to: *Błysk (flash), *Eksplodujący błysk (exploding flash), *Złamany błysk (broken flash).

- Inne typy i odmiany:
- Błysk słońca (sunflash), *Pismo chińskie (chinese writing), *Kamień nocy (night stone), *Makrelowe niebo (mackerel sky), *Naprzeciw światła (contra lux), *Ognisty deszcz (lluvisanando), *Opalowe oko (eye of opal), *Słoma (straw), *Tęcza (rainbow), *Trawa (grass).